# Copsychus
Copsychus – rodzaj ptaków z rodziny muchołówkowatych (Muscicapidae).

## Występowanie
Rodzaj obejmuje gatunki występujące na Madagaskarze, Seszelach i w orientalnej Azji.

## Morfologia
Długość ciała 18–21 cm, masa ciała 21–77 g.

## Systematyka

### Etymologia
Greckie κοψυχος kopsukhos lub κοψιχος kopsikhos – kos.

### Podział systematyczny
Do rodzaju należą następujące gatunki:
- Copsychus sechellarum A. Newton, 1865 – sroczek seszelski
- Copsychus saularis (Linnaeus, 1758) – sroczek zmienny
- Copsychus albospecularis (Eydoux & Gervais, 1836) – sroczek białoskrzydły
- Copsychus mindanensis (Boddaert, 1783) – sroczek czarnosterny – takson wyodrębniony ostatnio z C. saularis[7]